# Condado de Nez Perce
El condado de Nez Perce (en inglés: Nez Perce County), fundado en 1864, es uno de los 44 condados del estado estadounidense de Idaho. En el año 2000 tenía una población de 37.410 habitantes con una densidad poblacional de 17 personas por km². La sede del condado es Lewiston.

## Geografía
Según la Oficina del Censo, el condado tiene un área total de 2218 km² (856,4 mi²), de la cual 2199 km² (849 mi²) es tierra y 19 km² (7,3 mi²) (0.85%) es agua.
El condado de Nez Perce posee dos ríos, el Clearwater y el Snake, los cuales se juntan en Lewiston y discurren hacia el oeste. El Clearwater discurre desde el este y el Snake desde el sur, creando una frontera con el estado de Washington, y más hacia arriba, con el estado de Oregón. El punto más bajo del estado de Idaho está localizado precisamente en el río Snake, en Lewinston (Condado de Nez Perce), donde discurre fuera del estado de Idaho y se introduce en el estado de Washington. Al norte de Lewiston, el oeste de Idaho supone una división política.
La parte norte del condado pertenece a Palouse, una región agrícola ancha y extensa de la mitad de "Columbia basin". 

### Condados adyacentes
- Condado de Latah - norte
- Condado de Clearwater - noreste
- Condado de Lewis - este
- Condado de Idaho - sureste
- Condado de Wallowa - suroeste
- Condado de Asotin - oeste
- Condado de Whitman - noreste

### Carreteras
- - US-12
- - US-95
- - US-195
- - SH-3

## Demografía
En el 2000 la renta per cápita promedia del condado era de $36 282, y el ingreso promedio para una familia era de $44 212. En 2000 los hombres tenían un ingreso per cápita de $34 688 versus $23 014 para las mujeres. El ingreso per cápita para el condado era de $18 544. Alrededor del 12,20% de la población estaba bajo el umbral de pobreza nacional.

## Comunidades

### Ciudades
- Culdesac
- Lapwai
- Lewiston
- Peck

### Comunidades no incorporadas
- Cavendish
- Jacques
- Lenore
- Myrtle
- Southwick
- Spalding
- Sweetwater
- Waha